# خوان آنتونیو مارین
 خوان آنتونیو مارین (انگلیسی: Juan Antonio Marín؛ زاده ۲ مارس ۱۹۷۵) یک تنیس‌باز اهل اسپانیا است.